# حالا خورشید
حالا خورشید یک برنامه تلویزیونی صبحگاهی به تهیه‌کنندگی و اجرای رضا رشیدپور و با زمینهٔ اجتماعی بود که از شنبه تا پنجشنبه از شبکه سه پخش می‌شد.

حالا خورشید شامل بخش‌های مختلفی مانند: بررسی روزنامه‌های روز کشور، گفت‌وگو با مهمان، چراغ زرد، بورس ایده، زیر خاکی، بیلبورد (ابرنما) و… بود.

## بخش‌های برنامه
- روزنامه‌ها: بررسی روزنامه‌های روز کشور و خواندن تیترهای مهم و اطلاع‌رسانی
- مهمان: دعوت از مهمان مرتبط با موضوع برنامه و گفتگو با او
- چراغ زرد: بررسی خبرهای حاشیه‌ای و پیگیری موضوع از مقامات و مسئولان مربوطه
- بورس ایده: دریافت ایده‌های مختلف و پیدا کردن سرمایه‌گذار
- بیلبورد (ابرنما): معرفی افراد خبرساز در ۲۴ ساعت گذشته
- کارنامه: بررسی کارنامه شخصیت‌های سیاسی، اجتماعی و… و نمره دادن مردم به آنها
- پیشخوان و اخبار: ۵ دقیقه روزنامه خوانی و شوخی با خبرهای داغ روز
- ورزشی: تحلیل موضوعات و رویدادهای ورزشی با حضور روزنامه‌نگار ورزشی: علی عالی
- چی چی شو: در این بخش عکسی در برنامه و فضای مجازی برنامه به نمایش در می‌آید و از بینندگان خواسته می‌شود تا کامنتی مطابق با موضوع عکس نوشته و در صفحه این برنامه به اشتراک بگذارند. بهترین کامنت‌ها نیز در برنامه بعدی خوانده می‌شود.
- زیرخاکی: شوخی با عکس‌ها و ویدیوهای قدیمی با اجرای حمید پارسا

## حواشی برنامه
- حضور حسین عطایی، کودک ۱۰ ساله طراح خودرو که ادعا کرده بود از شرکت‌های تسلا و ولوو جهت همکاری دعوت به کار شده و چندین اختراع دارد که نهایتاً تمامی ادعاهای وی تکذیب شد.[۷]

## عوامل
- تهیه کننده: رضا رشیدپور،
- مجری طرح: زینب کریمیان،
- گروه سردبیری: زینب کریمیان، محدثه سنایی فر، سعید سیف، معصومه پاکروان،
- دستیار تهیه: اردوان رحیمی،
- هماهنگی تولید: کاظم عینعلی،
- موسیقی همزمان: ناصر محمد اکبری،
- گروه روابط عمومی: مهناز کریم پور و شادان شام بیاتی،
- گروه گرافیک: ساناز فلاحی، محمد اسماعیل پور، مرجان توکلی،
- گروه تدوین: مریم نامدار، احسان کریمی، حسین پویانف
- گروه تولید: امیر مکین، حسین پویان، کاظم عینعلی، علی ثابتی، اکبر سرداری و…برنامه حالا خورشید را بیشتر بشناسیم

- نویسندگان: حمید پارسا